# Український сленг
Український сленг — стиль мови, який є протилежним формальній, офіційній мові. Утворився на території України під впливом політичних, історичних, релігійних та соціальних подій та проблем. Культура мовлення включає в себе лексично-стилістичні новоутворення. Вони відіграють важливу роль у найрізноманітніших прошарках населення. Сленг є неофіційною, живою та вкрай динамічною лексикою. Терміни сленг і жаргон часто вживаються як тотожні.

## Історія
Бувши досить поширеним явищем, сленг є засобом спілкування різних верств населення; сформувався досить давно. У XVIII-ХІХ ст. на Полтавщині було поширене явище, яке називалось «лебійською мовою». Цим «сленгом» користувались сліпі бандуристи і він був незрозумілим місцевим жителям. Лебійській мові були притаманні як і нововведення, так і деякі зміни тогочасних слів. Деякі слова до сих пір збереглися у сучасній сленговій лексиці. Наприклад, лахати (сміятися) пішло від «дерти лаха» — сміятися. Слово кльово теж походить з часів кобзарювання і спочатку вимовлялось як клево.
Слово херити має два значення: херити — ігнорувати, зневажати або робити ксерокопію.
Для розмовної мови притаманна інтенсивність і рухливість, тому будь-яка зміна в релігійному, соціальному чи побутовому житті людей одразу впливала на сленг. Цим пояснюється, що сленг молоді 50-х, 60-х років ХХ століття не зрозумілий молоді в наш час.
У 60-х, 70-х, 80-х роках те, що вважалося сленгом, тепер використовується людьми на повсякденному рівні.
У 80–90-х рр. ХХ ст. відбувся «жаргонний вибух», тобто перехід жаргонних елементів у комунікативний простір різносоціальних прошарків етносоціуму. Науковці розглядають це як «непрямий протест проти сомнамбулічної масової свідомості та українського стереотипу».
У добу творення незалежної держави, у зв'язку із закріпленням Конституцією України статусу української мови як державної мови, питання культури набуває особливої ваги. Поява у мовленні великої кількості слів, жаргонів та їх використання в різних соціальних групах виникає внаслідок криміналізації суспільства, що змушує замислитися над проблемою неповноцінності мови. Ця проблема є актуальною і на сьогодні.

## Класифікація сленгу
Класифікація сленгу може бути різною. За стилістичними ознаками лексику можна поділити на нейтральну та нецензурну.
Основною класифікацією є вузькі направлення. Наприклад, люди, що мають справу з комп'ютерами вживають такі слова: баґ (помилка у коді програми), ґеймер (гравець, знавець віртуальних ігор), павутина (мережа Internet).
Докладніше: Комп'ютерний сленг
Сленгові слова також мають автомобілісти. Найпоширенішими лексемами цієї групи є назви різноманітних автомобільних деталей. Наприклад, баранка (кермо), тачка (автомобіль).
У середовищі музикантів чи просто людей, які цікавляться музикою можна почути слова: конса (консерваторія, музична академія), саундтрек (музика, що супроводжує фільм), лабух (людина, яка грає на весіллях).
Молодь у середовищі студентів вживає такі лексикони: стіпуха (стипендія), гуртак, братська могила (гуртожиток).
У шкільному середовищі в основному діти вживають такий сленг: врубитись (зрозуміти), плавати (погано знати матеріал), шпора (шпаргалка).
Іншим видом лексики є кримінальний сленг. Люди, які мають відношення до кримінальних районів вживають такі слова: бивень (розумово відстала людина), квасити (пити спиртне), мусор (правоохоронець).

## Поширення
Мова молоді відображає найменший культурно-мовний стан суспільства, що балансує на межі літературної мови та жаргону. Знижений стиль мови, який розмиває і норми мови, і норми мовного етикету, стає звичним не тільки в повсякденному спілкуванні, але й звучить на телебаченні та в радіоефірі. Молодь, яка є переважним носієм жаргону, робить його елементом поп-культури, престижним та необхідним для самовираження.
Із вісімдесяти опитуваних досить часто у своєму мовленні вживають жаргонні слова 30 %, інколи — 60 %, ніколи — 10 %. Отже, переважна частина респондентів вживає жаргонні слова та вирази лише інколи.
Респонденти зазначили, які основні фактори спричиняють вживання сленгу. Це прагнення не відрізнятися серед інших, звичка, бажання бути сучасним та вплив оточення і друзів.

## Сленг в українській літературі
Останнім часом ЗМІ почали використовувати сленгові номінації, щоб залучити до своєї аудиторії молодь. Це підтверджує наявність величезного впливу сленгу як вияву молодіжної культури на людей різного віку.
Але жаргонізми мають місце не тільки у засобах масової інформації і музиці, а й у літературі. Вчені вважають, що автори використовують сленг як спосіб показати власну мовну «незакомплексованість» і продемонструвати особисту творчу розкутість. Також жаргонізми можуть використовувати, як прийом характеристики певного образу. Серед українських сучасних літераторів слід виділити Сергія Жадана, Світлану Пиркало, Оксану Забужко, Олександра Ірванця та інших.
Сленгізми як засіб стилізації використовували у своїх творах Іван Франко, Володимир Винниченко, Олександр Корнійчук, Леонід Первомайський, Іван Микитенко, Олесь Бердник, Іван Котляревський, Борис Грінченко та ін.

## Вплив іноземних мов на український сленг
В українському сленгу іноземні мови мають все більший вплив на молодіжну субмову.

### Російська мова
Російська мова складає більшість лексики українського сленгу. Через те, що російська є однією з слов'янських мов і є другою за вжитком в Україні, багато слів з російського сленгу перейшло до українського. Серед таких слів є офігєть (очманіти), прикольно, кумарити, парити (набридати), бабулєсики (гроші), чувачок (людина), шарити (розуміти), моцик (мотоцикл).

### Англійська мова
Англійська мова має величезний вплив на молодіжний сленг. Проте, слід зазначити, що англійська мова завжди мала вплив на українську мову.
Українське суспільство інтерпретує слова англійською мовою і локалізує її для нашої молоді. Однак, зазвичай, інтерпретація є не дуже вдалою. Наприклад, гирла (дівчина, пішло від англ. girl), паті (вечірка, від англ. party), беґ (сумка, від англ. bag), мані (гроші, від англ. money), ІМХО (на мою думку, я вважаю, від англ. In My Humble Opinion), спікати (розмовляти, говорити, від англ. speak).

### Німецька мова
Німецькі запозичення: авсвайс  (посвідчення), ахтунґ (увага), варум (чому), вассер (вода).

### Арабська мова
Від арабської мови в українському сленгу існують популярні слова кайф (задоволення) і кайфувати (насолоджуватись).